# Carl Fuchs (Musikwissenschaftler)
Carl Dorius Johannes Fuchs (auch Karl Fuchs, * 22. Oktober 1838 in Potsdam; † 27. August 1922 in Danzig) war ein deutscher Pianist, Organist, Komponist und Musikwissenschaftler. Er war der Bruder des lange Zeit in Chicago wirkenden deutschen Dirigenten Julius Fuchs (1836–1920).

## Leben
Carl Fuchs immatrikulierte sich nach seiner Gymnasialzeit 1859 zunächst im Fach Theologie an der Universität Berlin. Gleichzeitig wurde er Privatschüler im Fach Klavier von Hans von Bülow. Nach einer längeren unentschiedenen Phase wechselte er ganz ins Studienfach Musik. Er studierte dann Generalbass bei Carl Friedrich Weitzmann und Komposition bei Friedrich Kiel.
1868 trat er als Lehrer der Kullakschen Akademie bei. 1869 übernahm er die Organistenstelle an der Nikolaikirche in Stralsund. 1871 promovierte er in Greifswald mit der Arbeit Praeliminarien zu einer Kritik der Tonkunst, einer Analyse des Kunstgenusses im Bereich der Musik aufgrund der Philosophie Arthur Schopenhauers. Dann siedelte er wieder nach Berlin um, wo er als Pianist auftrat und als Musikkritiker für das Musikalische Wochenblatt wirkte. In dieser Zeit machte er mit Friedrich Nietzsche Bekanntschaft.
1875 blieb er nach einer Konzertreise in Hirschberg in Schlesien (heute: Jelenia Góra). Dort gründete er einen Musikverein und war als Dirigent tätig. 1879 verließ er Hirschberg und ging nach Danzig. Er leitete von 1882 bis 1883 die Danziger Singakademie. Zudem wurde er Musiklehrer am Viktoria-Seminar. 1886 wurde er Organist der Petrikirche sowie Orgelrevisor. Nach Friedrich Wilhelm Markulls Tod 1887 wirkte er bis 1920 als Musikreferent der Danziger Zeitung, deren Feuilleton durch ihn Bedeutung erlangte. Carl Fuchs schloss sich 1882 als erster den Bestrebungen Hugo Riemanns für die Verfeinerung der Notenschrift durch Bezeichnung der Phrasierung an. Schon in seiner Dissertation  hatte Fuchs eine Taktstufenlehre entwickelt und damit Besselers Begriff des Akzentstufentakts vorweggenommen. Seine Beschreibung der Faktoren des musikalischen Kunstgenusses gehen detailliert auf die internen musikalischen Verhältnisse der Taktabstufung und musikalischen Phrasierung ein, so dass man vermutlich ebenso von einem Einfluss Fuchs auf Riemann wie umgekehrt von Riemann auf Fuchs ausgehen kann.
Von erheblicher Bedeutung wurde für Fuchs seine lebenslange Freundschaft mit Friedrich Nietzsche, die sich auf gemeinsame ästhetische und kompositorische Erfahrungen stützte und sich in einem umfangreichen Briefwechsel zwischen 1872 und 1888 niederschlug. Neben allgemeinen musikalischen Fragen erörterte er darin in langen Abhandlungen theoretische Aspekte der Metrik und Phrasierung sowie allgemeine musikästhetische Fragestellungen seiner Zeit und wurde so auch in die Auseinandersetzung Nietzsches mit Richard Wagner verwickelt. Aus dieser Zeit resultiert seine Freundschaft mit Heinrich Köselitz (alias Peter Gast) und dem Nietzsche-Vertrauten Franz Overbeck, die sich in umfangreichen Briefwechseln niederschlug.
In Hirschberg wie vor allem in Danzig trat Fuchs als angesehener Musiker (Pianist, Organist und Klavierlehrer) wie als Vortragsredner in Erscheinung, der 1890 in Danzig die Uraufführung von Peter Gasts Oper "Die heimliche Ehe" veranlasste. Seine wenigen Kompositionen (Klavierstücke und Lieder) blieben dagegen im Hintergrund, obwohl sie einen wesentlichen Teil seiner Künstlerpersönlichkeit prägen. Seine Bedeutung gründet vielmehr auf seinen musiktheoretischen und musikästhetischen Schriften. Mit Hugo Riemann gab er eine Phrasierungslehre heraus (1886), ebenso behandelte er Fragen der Klavierpädagogik (Virtuos und Dilettant, 1869), des musikalischen Vortrags (1884; 1885) und publizierte Arbeiten zum protestantischen Choral (1911).
Für seine Verdienste um die Musikpflege wurde ihm 1904 der Titel eines Kgl.Preußischen Professors verliehen.

## Werke

### Wissenschaftliche Publikationen
- Briefwechel mit Heinrich Köselitz (Peter Gast) und mit Hugo Riemann befinden sich im Goethe und Schiller Archiv der Klassik Stiftung Weimar.
- Briefwechsel mit Friedrich Nietzsche. Digitalisate der Forschungsdatenbank der Klassik Stiftung Weimar. https://ores.klassik-stiftung.de/ords/f?p=900:2:::::P2_ID:22806
- Virtuos und Dilettant. Ideen zum Clavier-Unterricht und über reproductive Kunst, Stralsund 1869. https://www.deutsche-digitale-bibliothek.de/item/NVZ7GJKAWMAT4EFS7DK4YA7ENXBEW5SY?query=affiliate_fct_role_normdata%3A%28%22http%3A%2F%2Fd-nb.info%2Fgnd%2F116844086_1_affiliate_fct_involved%22%29&isThumbnailFiltered=false&rows=20&offset=0&viewType=list&hitNumber=1
- Präliminarien zu einer Kritik der Tonkunst (Philosophische Dissertation Uni Greifswald), Leipzig 1870. Digitalisat in der Google-Buchsuche
- Die Zukunft des musikalischen Vortrages und sein Ursprung. Studien im Sinne der Riemannschen Reform und zur Aufklärung des Unterschiedes zwischen antiker und musikalischer Rhythmik. Danzig 1884. Digitalisat in der Google-Buchsuche
- Die Freiheit des musikalischen Vortrages im Einklange mit Hugo Riemann's Phrasirungslehre, Danzig 1885. Digitalisat in der Google-Buchsuche
- Thematikon zu Peter Gasts Oper "Die heimliche Ehe", Danzig 1890.
- Takt und Rhythmus im Choral. Nebst einer Melodiensammlung als erstem Entwurf zu einem Landeschoralbuch, Leipzig 1911.
- Hörer, Virtuose und Komponist (Ms, o. D.)
- Nietzsche Briefwechsel. Kritische Gesamtausgabe (KGB), hg. von G. Colli, M. Montinari, weitergeführt von N. Miller und A. Pieper, Berlin 1975–2004
- Nietzsche, Friedrich: Digitale Kritische Gesamtausgabe Werke und Briefe, hg. von G. Colli und M. Montinari (eKGWB) seit 2009. http://www.nietzschesource.org/#eKGWB
- Riemann, Hugo / Fuchs, Carl: Praktische Anweisung zum Phrasieren. Darlegung der für die Setzung der Phrasierungszeichen maßgebenden Gesichtspunkte mittels thematischer, harmonischer und rhythmischer Analyse klassischer und romantischer Tonsätze. (1890 als Katechismus der Phrasierung), Leipzig 1886. Digitalisat in der Google-Buchsuche
- Riemann, Hugo / Fuchs, Carl: Katechismus der Phrasierung, Leipzig 1890. Digitalisat in der Google-Buchsuche
- Fuchs, Carl: Kunst und Kritiker oder: Tonkunst und Kritik, Breslau 1898. https://mdz-nbn-resolving.de/details:bsb11868358

### Musikalische Werke
alle autographen Lieder und einige Klavierstücke befinden sich im Nachlass in der Landesbibliothek Mecklenburg-Vorpommern, Schwerin.
Klavierwerke
Hellas, 10 Klavierstücke über neugriechische Volksmelodien und Tänze op. 1 (1866)
Klaviervariationen
Lieder
Andachtslieder für Tempel und Haus (für die Synagoge in Danzig) (1903)
Das schlafende Kind (Eduard v. Bauernfeld)
Der Maler (Romanze von Josef Pollhammer)
Das Blatt im Buche (Anastasius Grün)
Ein Gärtner geht im Garten (volkstümliches Lied für 3 Frauenstimmen auf einen Text von Max von Schenkendorf)
Gestorbenes Lieb (Friedrich v. Schack)
Hussens Kerker (Conrad Ferdinand Meyer)
Lied des Harfners (Johann Wolfgang von v. Goethe)
Mondlicht (Theodor Storm)
Schäferromanze (George Hesekiel)
Trauungslied für Or und Singst (Emanuel Geibel) (1906)
Vergangenheit (Nikolaus Lenau)
Verlassen (Albert Traeger)
Bearbeitungen
- für Gesang und Klavier
Ich weiß, dass mein Erlöser lebet (Sopranarie aus dem Messias von G. F. Händel)
Nur einen Wunsch, nur ein Verlangen (Arie des Pylades aus Iphigenie auf Tauris von Ch. W. Gluck)
- für Klavier zu vier Händen
Musik zu Turandot (G. Riemenschneider)
Todtentanz, Ballade für gr. Orchester (G. Riemenschneider)
Julinacht (Symph. Dichtung von G. Riemenschneider)
Nachtfahrt (Symph. Dichtung von G. Riemenschneider)